# Michel Gast
Michel Gast (* 21. Juli 1930 in Saint-Satur, Cher; † 10. März 2022 in Gournay-en-Bray, Seine-Maritime) war ein französischer Filmproduzent, Regisseur, Schauspieler, Synchronsprecher und Filmverleiher.

## Biografie
Nachdem er als Schnittassistent, Elektriker, Studiomaschinist und Maskenbildner gearbeitet hatte, drehte Michel Gast vier Spielfilme, darunter die Verfilmung des Romans J'irai cracher sur vos tombes von Boris Vian. Sein letzter Spielfilm als Regisseur war Céleste mit Jean Rochefort aus dem Jahr 1970. Ab 1972 widmete er sich der Produktion und dem Verleih. Für seine Beteiligung an der Dokumentation Raoni war er bei der Oscarverleihung 1979 in der Kategorie bester Dokumentarfilm nominiert.

## Filmografie

### Regisseur

#### Kurzfilm
- 1959: Vingt-quatre heures au Mans

#### Spielfilme
- 1953: Autant en emporte le gang (Co-Regie: Jacques Moisy)
- 1959: Auf euren Hochmut werde ich spucken
- 1961: Die Sahara brennt
- 1970: Céleste

### Schauspieler
- 1986: Paulette

### Drehbuchautor
- 1963: Les Motorisées

### Künstlerische Leitung der Synchronisation
- 1940: Der große Diktator
- 1968: Planet der Affen
- 1970: Rückkehr zum Planet der Affen
- 1974: Zardoz
- 1974: König Ballermann
- 1977: Krieg der Sterne
- 1980: Das Imperium schlägt zurück
- 1981: Halloween II – Das Grauen kehrt zurück
- 1981: Excalibur
- 1982: E.T. – Der Außerirdische
- 1982: Conan der Barbar
- 1982: Die Rückkehr der Jedi-Ritter
- 1982: Flammen am Horizont
- 1983: The Verdict – Die Wahrheit und nichts als die Wahrheit
- 1983: Der Stoff, aus dem die Helden sind
- 1983: Sag niemals nie
- 1984: Amadeus
- 1985: Zurück in die Zukunft
- 1990: Rookie – Der Anfänger
- 1990: Turtles
- 1990: Tage des Donners
- 1991: Turtles II – Das Geheimnis des Ooze
- 1993: In the Line of Fire – Die zweite Chance
- 1993: Die Firma
- 1993: Turtles III
- 1995: Ein Schweinchen namens Babe
- 1995: Jade
- 1996: Flucht aus L.A.
- 1996: The Frighteners
- 1996: Mission impossible
- 1997: Mäusejagd
- 1997: Event Horizon – Am Rande des Universums
- 1998: Schweinchen Babe in der großen Stadt
- 1998: Sechs Tage, sieben Nächte
- 1998: Der Prinz von Ägypten
- 1998: Deep Impact
- 1998: Schwarze Katze, weißer Kater
- 1998: Chucky und seine Braut
- 1999: Mystery Men
- 2000: Mission: Impossible II
- 2000: Es begann im September
- 2000: Get Carter – Die Wahrheit tut weh
- 2000: Gladiator
- 2004: Das Leben ist ein Wunder
- 2006: Kaltes Blut – Auf den Spuren von Truman Capote
- 2008: Versprich es mir!